# Mariano Azuela Güitrón
Mariano Azuela y Güitrón (Ciudad de México, 1 de abril de 1936 - 16 de mayo de 2025) fue un escritor y jurista mexicano que se desempeñó como presidente de la Suprema Corte de Justicia de la Nación, y por consiguiente presidente de la Judicatura Federal, entre el 2 de enero de 2003 y el 31 de diciembre de 2006.
Estudió la licenciatura en Derecho por la Facultad de Derecho de la Universidad Nacional Autónoma de México de la que graduó en 1958. Se desempeñó como secretario de Estudio y Cuenta de la Suprema Corte de Justicia de Nación de 1960 a 1971, magistrado del Tribunal Fiscal de la Federación de 1971 a 1983 y presidente del Tribunal Fiscal de la Federación 1981. Fue profesor en diversas ramas del Derecho en el Centro Universitario México, la Universidad Iberoamericana y la Universidad Marista.
Fue nominado para ministro de la Suprema Corte de Justicia de la Nación por Ernesto Zedillo tras la reforma constitucional del Poder Judicial de 1994, cargo que desempeñó desde 1995 hasta 2009.
Falleció el 16 de mayo de 2025.

## Reconocimientos
Profesor Emérito de la Universidad Iberoamericana desde el 15 de mayo de 1992.
Doctor en Humanidades, Honoris Causa, por la Universidad La Salle del Noroeste el 14 de mayo de 2002.
Medalla Anáhuac en Derecho 2008,  entregada por la Facultad de Derecho de la Universidad Anáhuac del Norte, el 18 de noviembre de 2008.
Medalla al Mérito Jurídico 2010, entregada por el Tribunal de lo Contencioso Administrativo del Distrito Federal, el 7 de marzo de 2010.
Profesor Emérito de la Universidad Panamericana y Medalla Alfonso X, el Sabio, por 30 años colaborando con la Institución, el 23 de septiembre de 2010.
Presea “Ignacio M. Altamirano” 2012 en la categoría de Juzgador, entregada por el Tribunal Superior de Justicia del Distrito Federal, el 9 de noviembre de 2012. 
Profesor Emérito de la Universidad Marista de Querétaro, el 27 de febrero de 2013.
Doctor Honoris Causa por la Universidad Marista de la Ciudad de México, el 3 de septiembre de 2013.
Medalla Dr. Manuel Velasco Suárez en 2016.

## Libros publicados
- Derecho, Sociedad y Estado
- Suprema Corte de Justicia y el Derecho a la Vida (2002)
- El Tribunal Fiscal de la Federación, 45 años al servicio de México
- La Constitución Comentada